# Махмудов, Арастун Испанди оглы
Арастун Испанди оглы Махмудов (азерб. Ərəstun İspəndi oğlu Mahmudov; 23 февраля 1957, Исмаиллы — 28 января 1992, Шуша) — азербайджанский военный, лётчик, участник Первой карабахской войны. Национальный Герой Азербайджана.

## Биография
Арастун Махмудов родился 23 февраля 1957 года в селе Пирабильгасым Исмаиллинского района Азербайджанской ССР. Позднее семья переехала в Баку. Учился в школе № 220 города Баку. В 1975 году поступил в Выборгское авиационное училище в Лениниградской области. Затем работал авиамехаником. Увлекался тяжелой атлетикой.
Во время Первой карабахской войны в качестве бортмеханика принимал участие в боевых действиях по всему фронту.
28 января 1992 года вертолёт Ми-8 следовавший по маршруту Агдам-Шуша, и перевозивший гражданское население, состоявшее преимущественно из женщин и детей был подбит армянами. Все пассажиры и экипаж включая Арастуна погибли.

### Семья
Был женат, имел троих детей. Сын Эльнур Махмудов, пошедший по стопам отца и также ставший лётчиком погиб в 2011 году в авиакатастрофе в Афганистане.

## Память
Указом Президента Азербайджанской Республики № 337 от 25 ноября 1992 года за отвагу и героизм, проявленные в боях за суверенитет и территориальную целостность Азербайджанской Республики, Арастун Махмудов был посмертно удостоен звания Национальный Герой Азербайджанской Республики.
Похоронен в Аллее шехидов города Баку.
Бакинской средней школе № 220 присвоено его имя. На здании, в котором он проживал, установлена памятная доска.